# Charlottenberg (Sigtuna)
Charlottenberg is een plaats in de gemeente Sigtuna in het landschap Uppland en de provincie Stockholms län in Zweden. De plaats heeft 56 inwoners (2005) en een oppervlakte van 8 hectare. De plaats wordt zowel omringd door landbouwgrond als bos. De dichtstbijzijnde wat grotere plaats is Märsta dat zo'n vijf kilometer ten zuiden van Charlottenberg ligt, ook loopt de Europese weg 4 een paar honderd meter ten oosten van het dorp.